# Поляновський мир
Поляновський мир 1634 — мирний договір між Річчю Посполитою та Московським царством, підписаний 14 червня 1634 у с. Семлево на р. Поляновці (притока Дніпра).
Завершив московсько-річпосполитську війну 1632—1634 років (за участю, зокрема, запорозьких козаків), що велася за Чернігово-Сіверські і Смоленські землі. Переговори розпочались 30 квітня 1634 року. Московську делегацію очолював боярин Федір Шереметєв та окольничий Олексій Львов, делегацію Речі Посполитої — канцлер Якуб Задзик, литовську — Криштоф Радзивілл.
Укладений після тривалих суперечок, Поляновський мир в основному підтвердив умови Деулінського перемир'я 1618 року. За Поляновським миром Московська держава відмовлялась від тимчасово зайнятих в ході війни територій (крім м. Серпейська з повітом). Річ Посполита мала вивести свої війська за межі Московського царства. Король Владислав IV Ваза відмовлявся від претензій на московський престол. Сторони домовилися обмінятися полоненими без викупу і створити комісію для розмежування кордону (працювала протягом 1635—1648 років). Ратифікований у 1635. Внаслідок Поляновського миру вся Чернігово-Сіверщина потрапила до складу Речі Посполитої і на цій території було створено Чернігівське воєводство (1635).

## Умови договору
- Підтверджувався кордон між Московією та Річчю Посполитою по Деулінському перемир'ю 1618, тобто остання зберігала за собою Чернігівську землю з містами Чернігів та Новгород-Сіверський (власне залишалася за Польщею) і Смоленську землю з містами Смоленськ, Трубчевськ, Рославль та ін. (власне залишалася за Литвою).
- Московія відмовлялася від усіх тимчасово зайнятих у ході війни руських земель, які були захоплені Річчю Посполитою на початку XVII століття. Виняток становило місто Серпейск з повітом.
- Річ Посполита зобов'язувалася вивести війська за межі Московського царства.
- Король польський і великий князь литовський Владислав IV відмовлявся від титулу «цар московський» і претензій на московський трон.
- Московія повинна була виплатити Речі Посполитої 200 тисяч рублів сріблом[1].
- Був зафіксований негайний обмін полоненими без викупу і затримання, а також межування кордонів (здійснено 5 комісіями в 1635–1648 роках).

Договір був ратифікований обома сторонами в 1635 році.